# Octospiniferoides chandleri
Octospiniferoides chandleri is een soort haakworm uit het geslacht Octospiniferoides. De worm behoort tot de familie Neoechinorhynchidae. Octospiniferoides chandleri werd in 1957 beschreven door Bullock.